# جائحة فيروس كورونا في أندورا
تعد جائحة كوفيد-19 في أندورا جزءًا من الجائحة العالمية الناجمة عن فيروس كورونا المرتبط بالمتلازمة التنفسية الحادة الشديدة النوع 2 أو سارس-كوف-2. تأكد وصول الفيروس إلى أندورا في 2 مارس عام 2020، بعد عودة رجل يبلغ من العمر 20 عامًا إلى البلاد من ميلانو - إيطاليا. بلغ إجمالي عدد السكان 77,543 (اعتبارًا من 31 ديسمبر 2019) في 26 أبريل، كان معدل الإصابة حالة واحدة لكل 105 شخص ومعدل الوفيات حالة واحدة لكل 1,939.

## الخلفية
في 12 يناير 2020، أكدت منظمة الصحة العالمية أن فيروسًا جديدًا كان السبب في تفشي مرض تنفسي ضمن مجموعة من الناس في مدينة ووهان، مقاطعة هوبي، الصين، في 31 ديسمبر 2019.
تعد نسبة الوفيات الناجمة عن كوفيد-19 أقل بكثير من سارس-كوف-2 عام 2003، ولكن انتشار العدوى أكبر بكثير منه.

## الاستجابة
أمرت الحكومة بإغلاق المدارس في 16 مارس، بالإضافة إلى ذلك، أُلغيت جميع الأنشطة الثقافية التي خططت لها الحكومة. أعلن رئيس الحكومة (رئيس الوزراء) كزافييه إسبوت، في ظهور له بتاريخ 13 مارس، إغلاق جميع المؤسسات العامة لمدة أسبوعين باستثناء تلك التي توفر المنتجات الأساسية ومحطات الوقود والصيدليات. في اليوم التالي، أُلغيت احتفالات يوم الدستور ثم وضعت قيود على الحدود، ولم يُسمح للأشخاص بالمغادرة إلا لأسباب صحية أو لنقل البضائع أو للمقيمين في الخارج. مُنع بيع التبغ والكحول إلى السائحين، ووُضعت قيود على الكمية المسموح ببيعها للمواطنين والمقيمين.
في 16 مارس، أمر إسبوت بوقف الأعمال ذات الخطورة العالية، مثل مهن البناء، لمدة لا تقل عن ثمانية أيام، وسيتم تخفيض الإدارة العامة إلى الحد الأدنى لتجنب انهيار نظام الرعاية الصحية. بدأت الحكومة بعد ذلك العمل على خطوات قانونية لإدارة الحالات الخطرة وحالات الطوارئ، المنصوص عليها في الدستور.
اشترت الحكومة اختبارات الكشف عن الأجسام المضادة بتكلفة 1.5 مليون يورو، ورغم أنها لن تكون إلزامية، لكنها قد تفيد في التخفيف من التدابير العلاجية.

## المخطط الزمني

### مارس 2020
في 2 مارس، أكدت أندورا تسجيل أول إصابة بالفيروس، وهو رجل يبلغ من العمر 20 عامًا قادم من ميلانو. قالت الحكومة في بيانها أن الاختبارات التي أجريت للرجل قد أظهرت نتيجة إيجابية، وأنه سيبقى في المستشفى لإجراء المزيد من الاختبارات وستخضع دائرته الاجتماعية المباشرة للمراقبة. خرج المريض من المستشفى بتاريخ 8 مارس.
في 12 مارس، سُجّلت حالة ثانية، وهي امرأة تبلغ من العمر 87 عامًا وابنتها مُعلّمة، أعلنت الحكومة أنها ستغلق جميع المدارس اعتبارًا من 16 مارس.
في 13 مارس، أعلن إسبوت في ظهور خاص له إغلاق جميع المؤسسات العامة باستثناء المتاجر الأساسية والصيدليات ومحطات الوقود خلال أسبوعين.
في 14 مارس، لم تُنفّذ أعمال اليوم السابع والعشرين من الدستور بعد تعليق المجلس العام لها.
في 15 مارس، أُعلن عن وجود أربع حالات نشطة جديدة في أندورا، ما جعل عدد الحالات الإجمالي 6 (5 منها كانت نشطة في ذلك الوقت)، جميع الأشخاص الأربعة الذين أصيبوا بالفيروس كانوا على اتصال مع المرأة البالغة من العمر 87 عامًا.
في 16 مارس أمر رئيس الوزراء بإغلاق جميع الأنشطة الإنشائية والصناعية إذ بلغت حالات الإصابة بفبروس كورونا 14 حالة مع تسجيل أكبر عدد من الحالات خلال يوم واحد.
في 17 مارس، ارتفع عدد الحالات إلى 39، وجّه الأمير خوان إنريك فايفس سيسيليا رسالة خاصة عبر التلفزيون تدعو إلى الامتنان والهدوء والتعاون بين الجميع.
في 22 مارس، سُجّلت أول حالة وفاة مؤكدة في البلاد؛ رجل يبلغ من العمر 88 عامًا، وارتفع عدد الحالات إلى 112.
في 24 مارس، سُجّلت الوفاة الثالثة.
في 29 مارس، أعلن وزير الصحة أن 80 حالة من الحالات النشطة كانت من موظفي الرعاية الصحية، أرسلت كوبا 27 ممرضًا و 12 طبيبًا للمساعدة.

### أبريل 2020
في 11 أبريل، نُقل مريض يبلغ من العمر 79 عامًا من إسبانيا إلى وحدة العناية المركزة في مستشفى سيدة ميريتكسيل.
في 20 أبريل، توفي 36 شخصًا بفيروس كورونا في أندورا.
في 30 أبريل، أُجريت اختبارات كثيرة على العاملين الحكوميين وأقاربهم للتأكد من عدم وجود أجسام مضادة.

### مايو 2020
من 4 إلى 13 مايو، أُجريت الاختبارات على الغالبية العظمى من السكان (70.468).
من 18 إلى 27، أُعيد إجراء الاختبارات مرة ثانية على الغالبية العظمى من السكان (70.468).

### يونيو 2020
من 1 إلى 10 يونيو، استُكملت الاختبارات للكشف عن 78 حالة إيجابية.